# Orós Alto
Orós Alto est un village de la province de Huesca, situé à environ trois kilomètres au sud du village de Biescas, auquel il est rattaché administrativement, dans la Tierra de Biescas, près d'Orós Baixo. Il compte 21 habitants en 2016 (INE).